# گمینا مینکینگا
گمینا مینکینگا (به لهستانی:  Gmina Miękinia) یک گمینا در لهستان است که در شهرستان شرودا شلانسکا واقع شده‌است. گمینا مینکینگا ۱۷۹٫۴۸ کیلومتر مربع مساحت و ۱۱٬۶۳۵ نفر جمعیت دارد.